# Officine Meccaniche Villar Perosa S.p.A.
Officine Meccaniche Villar Perosa S.p.A. (OMVP) es una empresa metalmecánica italiana dedicada a la fabricación de rodamientos de bolas para uso industrial, aeroespacial y automovilístico. Fue fundada en 1906 por el fabricante de bicicletas Roberto Incerti y el industrial Giovanni Agnelli. Su sede se encuentra en Villar Perosa, municipio de la provincia de Turín, en el Piamonte italiano. Desde febrero de 2011 la empresa forma parte del grupo alemán Neumayer Tekfor.

## Historia
Es denominada inicialmente con el acrónimo RIV (de Roberto Incerti & C. Villar Perosa) y nace como parte del grupo Fiat.

### Inicios
Roberto Incerti funda en Turín en 1906 una sociedad para la fabricación de ejes de bicicletas y rodamientos de bolas. Poco después se asocia con Giovanni Agnelli, fundador del grupo Fiat. De la asociación nace una empresa para la fabricación de los rodamientos necesarios en la industria automovilística. Su fábrica se ubica en Vía Marocchettin, próxima a la de Fiat Corso Dante. En un primer momento la empresa no fabrica todos los elementos necesarios para los rodamientos, siendo las bolas importadas desde el extranjero.
La fábrica de Turín pronto resulta insuficiente. En 1907 dan comienzo las obras de construcción de una nueva planta en Villar Perosa, localidad donde residía la familia Agnelli. Inicialmente da empleo a 180 personas. Para asegurar la energía necesaria se construyen centrales hidroeléctricas anexas a la nueva planta.
En 1909 Roberto Incerti vende sus acciones a Giovanni Agnelli. La sociedad pasa a ser totalmente independiente y cambia de nombre a Officine di Villar Perosa Agnelli e C. Se pasan a fabricar todos los componentes necesarios para la fabricación completa de rodamientos y la producción supera en 1910 las 200.000 unidades.

### Primera Guerra Mundial

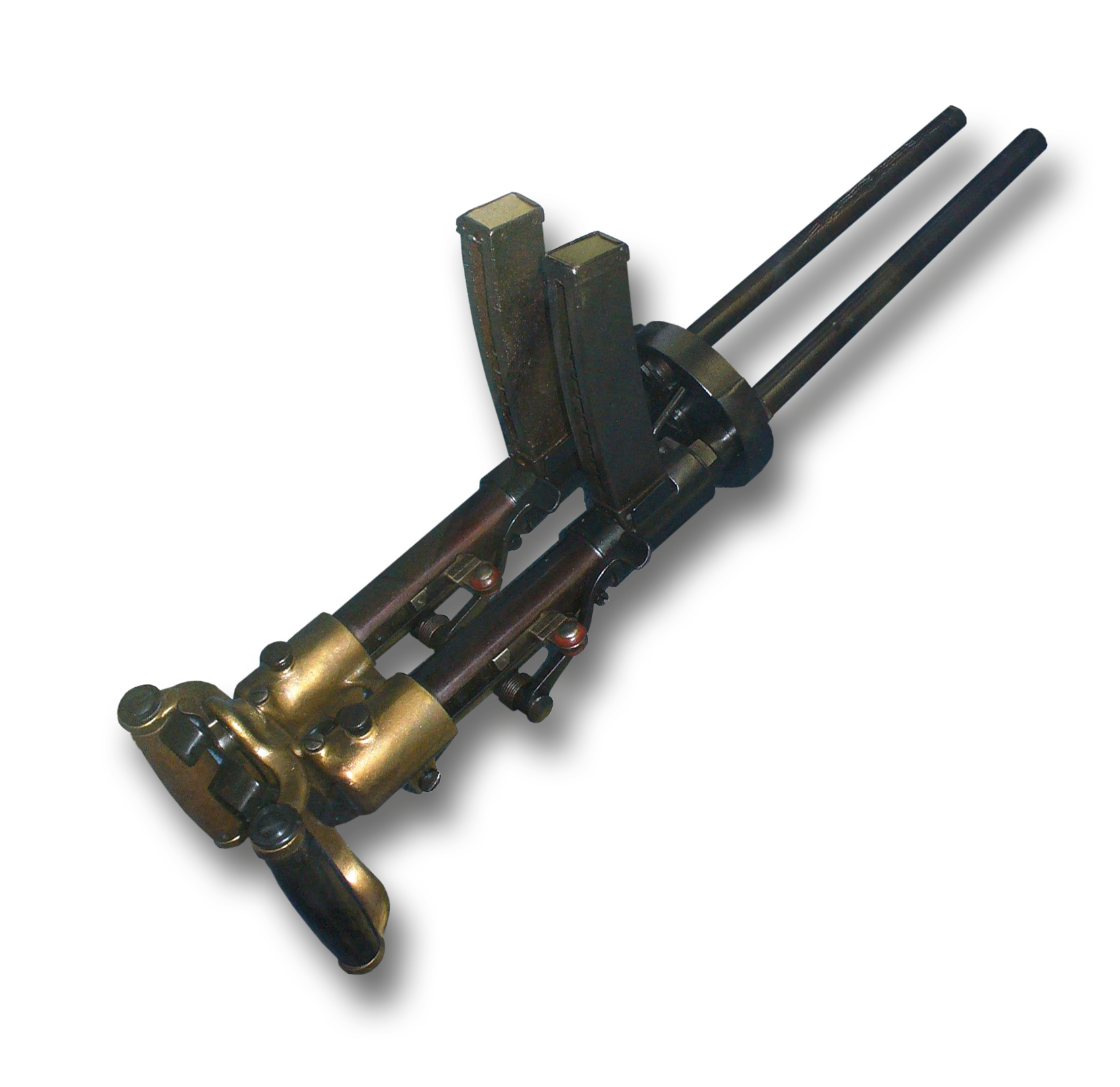
Subfusil aéreo Villar-Perosa.

En vísperas de la Primera Guerra Mundial la fábrica cuenta con 340 empleados. Además de rodamientos también fabrica componentes para motocicletas y automóviles. El aumento de la producción hace que se valore establecer una nueva planta en Turín, más próxima a las fábricas automovilísticas. Al producir rodamientos, imprescindibles en maquinaria, vehículos militares e industria armamentística, durante la Primera Guerra Mundial ambas plantas pasan a ser de importancia estratégica para las Fuerzas Armadas de Italia. Además la cadena de producción se adapta para producir proyectiles y armas de fuego como el subfusil aéreo Villar-Perosa.
En 1919, cuando la guerra termina, se cambia la denominación de la empresa a Società Anonima RIV Officine di Villar Perosa y se convierte en una sociedad anónima independiente de Fiat, en la cual Giovanni Agnelli mantiene una participación relevante. Se llega a casi 2.000 empleados, en total dispone de tres presas hidroeléctricas y además de rodamientos, la sociedad ha diversificado sus productos y ofrece instrumentos de precisión como calibradores e instrumentos de medición.
En 1925 comienza la construcción de una planta en Turín, en Vía Nizza, en terrenos anteriormente ocupados por la fábrica de Rapid, empresa automovilística fundada por Giovanni Battista Ceirano y que pasaba por dificultades financieras tras el fin de la guerra.

### Expansión
La expansión de los mercados después de la Primera Guerra Mundial hace que se abran nuevas plantas en el extranjero. Uno en Chambéry, Francia, para satisfacer la demanda de los fabricantes franceses vinculados a Fiat. La empresa alcanza los 7.000 trabajadores y produce 50.000 rodamientos al día, lo que la convierte en uno de los fabricantes de rodamientos de bolas más importantes del mundo. Se crean las filiales RIV Bélgica, RIV Argentina y Deutsche RIV. Además de rodamientos se producen equipos de precisión y cajas registradoras.
Entre 1929 y 1932 construye en Moscú la fábrica de rodamientos de bolas más grande del mundo y la primera de la Unión Soviética Fue denominada Lázar Kaganóvich en honor al político comunista y aprobada por las autoridades soviéticas en el Primer Plan Quinquenal. En 1938 se inaugura una nueva planta en Massa.

### Segunda Guerra Mundial
Durante la Segunda Guerra Mundial la empresa se convierte en un recurso estratégico para las Potencias del Eje al disponer de los recursos necesarios para fabricar objetos que necesiten de alta precisión en su proceso productivo. Así, en la planta de Villar Perosa se fabrican grandes rodamientos para su uso en maquinaria pesada, aviones, vehículos militares y especialmente tanques, al requerir las torretas de estos de rodamientos específicos para darles rotación. Es relevante también la fabricación de los rodamientos de los cigüeñales de los bombarderos alemanes modelo Junkers Ju 87 conocidos como "Stuka".
Al producir una parte sustancial de los rodamientos utilizados por las Naciones del Eje, las plantas de la empresa pasan a ser para las naciones aliadas "el objetivo más importante fuera de Alemania". Son bombardeadas repetidamente para dejarlas inactivas. La planta de Turín queda inutilizada desde diciembre de 1943. La de Villar Perosa, después de dos intentos fallidos, es bombardeada la madrugada del tres de enero de 1944. Caen sobre la localidad y la planta un total de 312 bombas de 1000 libras (156 toneladas de explosivo en total) arrojadas desde 52 bombarderos Boeing B-17 Flying Fortress. La fábrica queda inutilizada hasta el final del conflicto.
La fábrica se reconstruye rápidamente cuando finalizada la guerra. En 1946 se alcanzan ya niveles de producción normales, que aumenta con la expansión de la economía italiana y el inicio de la motorización de masas.

### Adquisición por SKF
En el período de expansión económica posterior a la segunda Segunda Guerra Mundial la empresa inaugura tres nuevas fábricas. En 1956 se pone en funcionamiento la de Cassino, primera situada en el sur de Italia. En 1959 comienza su producción una nueva planta en Pinerolo, próxima a Villar Perosa. En 1965 se inaugura la planta de Airasca, a la que se comienzan a trasferir la producción de la obsoleta planta de Vía Nizza, situada en el centro de Turín.
En 1965 el grupo sueco SKF, mayor fabricante mundial de rodamientos, adquiere la compañía y cambia su denominación a RIV-SKF Officine di Villar Perosa S.p.A.. La planta de Turín se abandona finalmente en 1971 y en 1972 los terrenos son vendidos a la Caja de Ahorros de Turín, entidad posteriormente absorbida por el banco italiano Unicredit. En 1971 se inaugura una nueva planta en Bari, mientras que la de Villar Perosa pone en producción una nueva cadena de producción de rodamientos para aviación. En los años ochenta la compañía se integra en el grupo SKF, pasando a ser una filial de este y cambiando su denominación a SKF Industrie S.p.A. Después de la compra y venta de algunos activos las plantas del grupo resultantes son cinco situadas en Villar Perosa, Airasca, Massa, Cassino y Bari.